# San Lucas Huitzilhuacán
San Lucas Huitzilhuacán är en ort i Mexiko, tillhörande kommunen Chiautla i delstaten Mexiko. San Lucas Huitzilhuacán ligger i den centrala delen av landet och tillhör Mexico Citys storstadsområde. Orten hade 23 11 invånare vid folkräkningen 2010, och är kommunens femte största ort sett till befolkning.